# Dupleix (1929)
Dupleix byl francouzský těžký křižník třídy Suffren. Původním nositelem jeho jména byl maršál Joseph François Dupleix. Křižník se účastnil druhé světové války.
Dupleix za války operoval ve Středomoří. Po francouzské kapitulaci a vzniku Vichistické Francie kotvil v Toulonu. Během války u něj byla posílena protiletadlová výzbroj. Poté, co Německo okupovalo celé území Francie, ho v Toulonu dne 27. listopadu 1942 zničila vlastní osádka, čímž zabránila jeho ukořistění Němci.